# 色指數
色指數是天文學中利用顏色來顯示恆星表面溫度的一個純量。要測量出這個指數，觀測者需要使用兩種不同的濾鏡，U和B或B和V，依序測出目標物的光度。這是一套很常用的通帶或濾鏡測光系統，U是對紫外線靈敏的濾鏡，B是對藍光靈敏的濾鏡，V是對黃綠色的可見光靈敏的濾鏡（參考UBV測光系統）。使用不同濾鏡測得的光度差分別稱為U-B或B-V的色指數，數值越小，恆星的顏色越接近藍色；反之，色指數越大，顏色越紅（或溫度越低）。
這是一系列以對數顯示的結果，明亮的天體呈現的數值比暗淡的天體為小（可以為負值）。在比較上，淡黃色的太陽B-V色指數為0.656±0.005，藍色的參宿七B-V的數值為-0.03（參宿七的B星等為0.09，V星等為0.12，B-V = -0.03）。
遙遠天體的色指數通常都會受到星際消光的影響—也就是星際紅化的現象比近距離的天體明顯。紅化的總量以色餘這種特性來表示，在定義上是觀測得到的色指數和正常的色指數（或本質的色指數），假設未受到消光影響的真實色指數的差值。例如，在UBV測光系統，我們可以將B-V顏色寫成： 
{\displaystyle E_{B-V}=(B-V)_{\text{Observed}}-(B-V)_{\text{Intrinsic}}}
大部分光學領域的天文學家使用的通帶是UVBRI濾鏡，此處U、B和V與前述的相同，R是紅色濾鏡，I是紅外光濾鏡。這套濾鏡系統有時也以發明者的名字，稱為強生-考欣濾鏡系統（Johnson-Cousins filter system）（見參考資料）。這些濾鏡有時會和光電倍增管和玻璃濾鏡做成特殊的組合，像是M. S. Bessel就是設置在平台上的特殊濾鏡傳導組合，可以對色指數進行定量的演算。嚴格來說，選擇一組適當的濾鏡時，必須考慮待測天體的溫度範圍：B-V適合中間範圍的溫度，U-V適合高溫的天體，而R-I適用於低溫的天體。

## 註解
1. ^  The Simbad Astronomical Database （页面存档备份，存于）' Rigel page （页面存档备份，存于）
2. ^  David F. Gray (1992), The Inferred Color Index of the Sun （页面存档备份，存于）, Publications of the Astronomical Society of the Pacific,  vol. 104, no. 681, pp. 1035-1038 (November 1992)